# Aitor Tornavaca
Aitor Tornavaca Fernández (Vitoria, Álava, 24 de marzo de 1976) es un exfutbolista y entrenador español, que jugaba de centrocampista. Es el técnico asistente de Samuel Baños en el Sporting C.

## Trayectoria
Comenzó jugando al fútbol en la cantera del C. D. Aurrera de Vitoria y con diecisiete años de edad ingresó en las categorías inferiores del Real Sporting de Gijón. Tras una temporada con el equipo juvenil del Sporting, debutó en la Segunda División B con el Real Sporting de Gijón "B" durante la campaña 1994-95. Con el filial rojiblanco jugó tres temporadas, hasta junio de 1997. En este periodo llegó a debutar con el primer equipo en la Primera División, en un partido disputado el 29 de octubre de 1995 en el estadio El Molinón de Gijón ante el Real Valladolid C. F. Aitor marcó un gol en el encuentro, que terminó con victoria local por 4-2. En la temporada siguiente, la 1996-97, jugó otro partido más en la máxima categoría del fútbol español con el Sporting.
En la campaña 1997-98 se fue cedido al C. D. Leganés en Segunda División, donde disputó diecinueve encuentros. En la siguiente, salió en una nueva cesión al Levante U. D., por aquel entonces recién descendido a la Segunda División B. Allí contribuyó al ascenso de los granotas a la Segunda División. Regresó a la disciplina del Sporting para la campaña 1999-2000, aunque su participación fue escasa y se marchó al Real Jaén C. F. al finalizar la misma.
En julio de 2002 fichó por la S. D. Eibar, conjunto con el que se comprometió por dos temporadas. Poco antes de finalizar la segunda de ellas, se anunció su fichaje por el R. C. Recreativo de Huelva. Allí vivió un ascenso a Primera División en la campaña 2005-06 y llegó a disputar 107 partidos en la misma, cifra que lo convierte en el jugador que más encuentros ha jugado en la máxima categoría con el Recreativo.
El 11 de julio de 2012 firmó un contrato con el Real Avilés C. F., donde finalizó su carrera deportiva un año después para dirigir a uno de los equipos de categoría juvenil del club. No obstante, en agosto de 2014 decidió regresar a los terrenos de juego tras aceptar una oferta del C. D. Llanes para jugar en la Tercera División. Dos años después fichó por la U. D. Llanera y, de cara a la temporada 2017-18, volvió al Llanes.
Al final de la temporada 2019-20 decide retirarse de la práctica del fútbol por segunda vez.
Tras entrenar en categorías inferiores y ser técnico ayudante en el C. D. Tuilla, para la campaña 2022-23 se anuncia que dirigirá como primer entrenador al mismo club de la Tercera Federación. Se mantendría en el puesto hasta la novena jornada de liga, tras la cual, el conjunto arlequinado anunciaría la rescisión de su contrato.

## Clubes

### Como jugador
| Club                       | País   | Año       |
| -------------------------- | ------ | --------- |
| Real Sporting de Gijón "B" | España | 1994-1997 |
| C. D. Leganés              | España | 1997-1998 |
| Levante U. D.              | España | 1998-1999 |
| Real Sporting de Gijón     | España | 1999-2000 |
| Real Jaén C. F.            | España | 2000-2002 |
| S. D. Eibar                | España | 2002-2004 |
| R. C. Recreativo de Huelva | España | 2004-2012 |
| Real Avilés C. F.          | España | 2012-2013 |
| C. D. Llanes               | España | 2014-2016 |
| U. D. Llanera              | España | 2016-2017 |
| C. D. Llanes               | España | 2017-2018 |
| Condal Club                | España | 2018-2020 |

### Como entrenador
| Club         | País   | Año  |
| ------------ | ------ | ---- |
| C. D. Tuilla | España | 2022 |